# Hans Bertram (Soziologe)

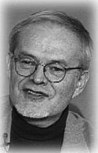
Hans Bertram

Hans Bertram (* 8. Juli 1946 in Soest) ist ein emeritierter deutscher Soziologe.

## Leben
Hans Bertram studierte von 1968 bis 1973 Soziologie, Psychologie und Rechtswissenschaft an den Universitäten Münster und Mannheim. 1976 wurde er an der Universität Düsseldorf promoviert, 1981 habilitierte er sich in Heidelberg. Von 1981 bis 1984 war er Lehrstuhlinhaber für Soziologie der Universität der Bundeswehr München und bis 1993 Vorstand und Wissenschaftlicher Direktor des Deutschen Jugendinstituts e.V. 1986 erhielt er einen Ruf an die Universität Trier auf den Lehrstuhl für Soziologie. Von 1992 bis 2013 war er Professor und Lehrstuhlinhaber für Mikrosoziologie am Institut für Sozialwissenschaften der Humboldt-Universität zu Berlin. Von 1998 bis 1999 war er Fellow am Center for Advanced Study in the Behavioral Sciences der Stanford University, 2001 am Hanse-Wissenschaftskolleg, 2014 am re:work International Research Center: Arbeit und Lebenslauf in globalgeschichtlicher Perspektive, Humboldt-Universität.
Hans Bertram ist Mitglied in verschiedenen Organisationen, in denen er zum Teil auch Ehrenämter einnimmt. So war er unter anderem Herausgeber des Berliner Journals für Soziologie, Vorsitzender der Kommission zur Erforschung des sozialen und politischen Wandels in den Neuen Bundesländern (KSPW e.V.), Mitglied der Kommission für den Achten Jugendbericht des Deutschen Bundestages, der Zukunftskommission Gesellschaft 2000 des Landes Baden-Württemberg, der Kommission Familie und demographischer Wandel der Robert Bosch Stiftung, der Enquête-Kommission des Sächsischen Landtags Demographische Entwicklung und ihre Auswirkungen auf die Lebensbereiche der Menschen im Freistaat Sachsen sowie ihrer Folgen für die politischen Handlungsfelder, der Arbeitsgruppe Demographischer Wandel beim Bundespräsidenten, im Wissenschaftlichen Beirat für Sonderforschungsbereiche bei der Deutschen Forschungsgemeinschaft, im Konzil der Deutschen Gesellschaft für Soziologie, Vorsitzender der Kommission für den Siebten Familienbericht des Deutschen Bundestages sowie des Beirats für Familienpolitik der Landesregierung Brandenburg. Aktuell ist Hans Bertram Mitglied der Agenda-Gruppe im Bundesministerium für Familie, Senioren, Frauen und Jugend, der Deutschen Akademie der Naturforscher Leopoldina (seit 2007), des Deutschen Komitees für UNICEF (seit 2006), im Kuratorium der McDonald’s Kinderhilfe Stiftung und der Kommission Subsidiarität in der postmodernen Gesellschaft der Robert Bosch Stiftung. Der Bundespräsident verlieh ihm 2017 das Bundesverdienstkreuz 1. Klasse.
Er ist verheiratet mit der Professorin Birgit Bertram und hat drei erwachsene Söhne.

## Veröffentlichungen (Auswahl)
- (zusammen mit Birgit Bertram) Soziale Ungleichheit, Denkstrukturen und Rollenhandeln. Ein empirischer Beitrag zur Diskussion über soziokulturelle Determinanten kognitiver Fähigkeiten, Weinheim/Basel 1974, ISBN 3-407-57002-3.
- Gesellschaftliche und familiäre Bedingungen moralischen Urteilens, Düsseldorf 1976 (= Dissertation Düsseldorf 1976)
- Sozialstruktur und Sozialisation. Zur mikrosoziologischen Analyse von Chancenungleichheit, Heidelberg 1981 (= Habilschrift Heidelberg 1979).
- Gesellschaftlicher Zwang und moralische Autonomie (Hrsg.), Frankfurt 1986.
- Jugend heute. Die Einstellungen der Jugend zu Familie, Beruf und Gesellschaft, München 1987, ISBN 3-406-32224-7
- Sozialer und demographischer Wandel in den neuen Bundesländern, Berlin 1995, ISBN 3-05-002517-4.
- Familien leben. Neue Wege zur flexiblen Gestaltung von Lebenszeit, Arbeitszeit und Familienzeit, Darmstadt 1997
- (als Herausgeber) Mittelmaß für Kinder. Der UNICEF-Bericht zur Lage der Kinder in Deutschland, München 2008, ISBN 978-3-406-54826-0
- (zusammen mit Birgit Bertram) Familie, Sozialisation und die Zukunft der Kinder, Opladen 2009, ISBN 3-86649-287-1
- (zusammen mit Kurt Biedenkopf und Elisabeth Niejahr) Starke Familie. Solidarität, Subsidiarität und kleine Lebenskreise, Bericht der Kommission Familie und demographischer Wandel im Auftrag der Robert Bosch Stiftung, Stuttgart 2009
- Familie, sozialer Wandel und neue Risiken: Die vergessenen Kinder. In: Sicherheit und Risiko. Über den Umgang mit Gefahr im 21. Jahrhundert. Hrsg. v. Herfried Münkler, Matthias Bohlender und Sabine Meurer, transcript, Bielefeld 2010.
- (zusammen mit Helga Krüger, Katharina Spieß) Wem gehört die Familie der Zukunft? Expertisen zum 7. Familienbericht der Bundesregierung, Opladen 2006, ISBN 978-3-86649-049-9
- (herausgegeben mit Nancy Ehlert) Family, Ties and Care. Family Transformation in a Plural Modernity, Opladen 2011, ISBN 978-3-86649-392-6
- (herausgegeben mit Nancy Ehlert) Familie, Bindungen und Fürsorge. Familiärer Wandel in einer vielfältigen Moderne, Opladen 2011, ISBN 978-3-86649-447-3.
- (zusammen mit Carolin Deuflhard) Die überforderte Generation. Arbeit und Familie in der Wissensgesellschaft, Opladen/Berlin/Toronto 2015, ISBN 978-3-8474-0617-4.
- Offene Gesellschaft, Teilhabe und die Zukunft für Kinder. Eine Analyse für das deutsche Komitee für UNICEF. Köln 2017.
- Zukunft mit Kindern, Zukunft für Kinder. Der UNICEF-Bericht zur Lage der Kinder in Deutschland im europäischen Kontext (Hrsg.), Opladen 2017.
- Die Zweiverdiener-Familie: Ein europäischer Vergleich. Konrad-Adenauer-Stiftung, St. Augustin/Berlin 2017.